# Warby-Ovens-Nationalpark
Der Warby-Ovens-Nationalpark ist ein Nationalpark im Norden des australischen Bundesstaates Victoria, 212 km nordöstlich von Melbourne und 16 km nordwestlich von Wangaratta. Der Nationalpark entstand 2010 aus dem Warby Range State Park durch Hinzufügung des Killawara Forest und des unregulierten Unterlaufs des Ovens River. Dementsprechend gibt es drei Bereiche im Nationalpark: Die Granitberge und lichten Wälder der Warby Range, Eukalyptuswälder der Species Box-Ironbark im Killawara Forest und Redgum-Wälder und Feuchtgebiete entlang des Ovens River.

## Geschichte
Thomas Livingstone Mitchell benannte auf seinen Expeditionen 1836 die heutige Warby Range zunächst Futters Range. Seinen heutigen Namen bekam das Gebirge nach Ben Warby, der 1844 den Taminick Run mit 9.300 ha übernahm.
Der höchste Punkt in diesem Gebirge ist der Mount Glenrowan mit nur 515 m, aber von dort kann man das Land im Süden gut überblicken. Dies machten sich Straßenräuber, wie Ned Kelly, zu Nutze und hatten damit ein gutes Versteck, von dem aus sie die Kleinstadt Glenrowan überblicken konnten.
1979 wurde der Warby Range State Park etabliert. 2002 kamen der Killawara Forest und der Boweya Forest dazu. 2010 wurden diese Parks um die Ufergebiete des noch unregulierten Unterlaufs des Ovens River erweitert und das gesamte Gebiet zum Nationalpark erklärt.

## Tierwelt
In den tieferen Lagen findet sich das östliche graue Riesenkänguru und das Sumpf-Wallaby.
Auf den Granitplatten des Gebirges finden Reptilien ideale Plätze zum Sonnen. Auch viele Vögel, wie Adler, Papageien und Eulen, bevölkern die höheren Regionen des Parks.